# Idioma ladakhi
El idioma ladakhi (en alfabeto tibetano: ལ་དྭགས་སྐད) es un idioma tibético que se habla en el territorio de la unión india de Ladaj. Es el idioma predominante en el distrito de Leh, dominado por budistas, y una lengua minoritaria en el distrito de Kargil. Aunque es miembro de la familia tibética, el ladakhi no es mutuamente inteligible con el tibetano estándar. Los ladakhis y los tibetanos suelen comunicarse entre sí en hindi o inglés, ya que no entienden claramente los idiomas de los demás.
El ladakhi tiene varios dialectos: Lehskat, que lleva el nombre de Leh donde se habla, Shamskat, que se habla al noroeste de Leh, Stotskat, que se habla en el valle del Indo y que a diferencia de los demás es tonal, Nubra, que se habla al norte de Leh, la lengua Changthang, que se habla en la región de Changtang por el pueblo Changpa, y la lengua Zangskari, hablada en la región de Zanskar en Ladakh.

## Nombre
El idioma ladakhi (tibetano: ལ་དྭགས་སྐད་, Wylie: La-dwags skad) también se conoce como Bhoti o Bodhi. Los partidarios del nombre Bhoti tienen una visión "lumper" del idioma: utilizan el término "Bhoti" para referirse al tibetano clásico y lo tratan como la única forma adecuada de las lenguas tibetanas en todo el Himalaya. Este sector de la sociedad Ladakhi ha exigido la inclusión de Bhoti en el octavo anexo de la Constitución india. Dicen que el bhoti lo hablan los ladakhis, los baltis, los tibetanos y en todo el Himalaya, desde Baltistán hasta Arunachal Pradesh.
Ningún otro grupo de habla tibetana en la India ha aceptado la clasificación, adoptando en cambio sus propios nombres para sus lenguas para su reconocimiento legal: Bhutia, Lepcha y Limbu. Además, una encuesta realizada entre 2008 y 2009 por el Instituto Central de Lenguas Indias encontró que sólo un número insignificante de familias de Leh llamaban a su lengua materna "bhoti".
El nombre Bhoti o Bodhi tiene connotaciones con el budismo tibetano, una religión importante en la zona. Muchos ladakhi cuestionan esta clasificación, ya que también hay musulmanes, cristianos, hindúes y sijs que hablan ladakhi.

## Dialectos
Ladakhi tiene varios dialectos: 1: Lehskat, llamado así por Leh donde se habla. 2: Shamskat, hablado al noroeste de Leh en la región falsa de Ladakh. 3: Stotskat, hablado en el valle superior del Indo en Ladakh y que a diferencia de los demás es tonal. 4: Nubraskat, hablado al norte de Leh en la región nubra de Ladakh. 5: El idioma Changthang, hablado en la región de Changtang por el pueblo Changpa. 6: Lengua Zangskari, hablada en la región de Zanskar en Ladakh.

## Clasificación
Nicolas Tournadre considera que Ladakhi, Balti y Purgi son lenguas distintas sobre la base de su inteligibilidad mutua (el Zangskari no es tan distinto). Como grupo, se les denomina Ladakhi-Balti o tibetano arcaico occidental.
Zangskari es un dialecto de Ladakhi hablado en Zanskar y también hablado por budistas en las zonas altas de Lahaul (Himachal Pradesh) y Paddar (Paldar). [cita requerida] Tiene cuatro subdialectos, Stod, Zhung, Sham y Lungna. Está escrito utilizando la escritura tibetana de los budistas y la escritura árabe de los ladakhis musulmanes y cristianos.